# Сталевий метелик
«Сталевий метелик» — російський детективний фільм режисера Рената Давлетьярова за сценарієм Юрія Короткова та Наталії Ворожбит, заснований на реальних подіях.
Картина стала фільмом закриття кінофестивалю «Кінотавр» 2012 року. Прем'єрний показ у Росії відбувся 29 жовтня 2012 року в московському кінотеатрі «Октябрь». В прокат картина вийшла 1 листопада 2012 року.

## Сюжет
На початку фільму Чума зі своєю компанією (діти, що втекли з дитячого будинку) грабують перехожого. Невдовзі їх ловить міліція. У слідчому відділку Чумі пропонують роботу: вона повинна викрити маніяка, який нападає на малолітніх дівчаток в лісопарку. Їй ніде ночувати, тому слідчий Ханін бере її до себе додому. Вона починає до нього чіплятися, і Ханін замикає її у ванній. Вранці він збирається відвезти її до дитячого будинку, але вона благає не робити цього.
В суботу вони виїжджають на природу. Ханін залишає Чуму на своїх друзів і їде додому зі своєю коханкою Тетяною. Чума виходить на чергове завдання. У парку вона викидає кнопку (зв'язок з міліцією) і їде додому до Ханіна. Там Чума погрожує Тетяні, після цього йде в парк. У парку на неї нападають. В цей час патруль Ханіна хапає цю людину. Слідча група вважає, що маніяк саме він, хоча чоловік не зізнається. Вночі скоєно ще один злочин і стає зрозуміло, що справжній маніяк на свободі. Ханін відправляє Чуму до дитячого будинку. Через деякий час Чума знову приходить у відділок до Ханіна.

## У ролях
- Дар’я Мельникова — Віка «Чума» Чумакова.
- Анатолій Білий — Ханін.
- Дар’я Мороз — Тетяна.
- Андрій Казаков — Зайцев.
- Петро Вінс — Косовський.
- Віктор Немець — Приходько.
- Олег Федотов — Костя.
- Олена Галибіна  — інспектор.
- Максим Дромашко — Толік.
- Марія Наумова — Вафля.
- Семен Трєскунов — Карлик.
- Дмитро Прищепа — Фікус.
- Костянтин Тополага — підполковник Тимашов

## Нагороди та номінації
- 2012 — Премія «Аванс» від журнала The Hollywood Reporter Russia — «Найперспективнішій актрисі» (Дарині Мельниковій)[4].
- 2012 — Участь у Італійському кінофестивалі Muestra de Cine Europeo Ciudad de Segovia (MUCES).
- 2012 — XVIII Міжнародний Фестиваль фільмів про права людини «Сталкер» — Диплом журі (Дарині Мельниковій)[5].

## Цікаві факти
- Перший монтажний збір тривав 2 години 13 хвилин.
- Тетяну, подругу Ханіна, спочатку грала інша актриса. Ренат Давлетьяров вирішив її замінити, і були перезняті всі сцени з нею. У Дарини Мороз на підготовку цієї ролі був усього 1 день.
- Із фільму вирізана ціла лінія із начальником Ханіна.
- В сцені, когда Чума каже Ханіну, що попрала його светр, по телевізору йде кліп Анни Пінгіної на пісню «Ластівка». Ця пісня звучить у фільмі ще тричі.
- Сцена в кінці фільму, коли Ханін виходить з кабінету і імітує телефонну розмову, була придумала уже після того, як весь фільм був остаточно змонтований. Зняли її в коридорі поруч із монтажною. Можна помітити, що модель телефона у Ханіна уже інша, тому що його «ігрового» телефону до того часу вже не було.
- Назва фільму відсилає нас до ножа «метелика», який головна героїня весь час крутить у руці, а також до її тату у вигляді метелика на правому плечі.
- На 26-й хвилині фільму Ханін хапає Чуму за горло, в наступний момент камера з іншого ракурсу показує Ханіна, котрий тримає Чуму за щелепу.